# 8. ceremonia wręczenia nagród David di Donatello
8. ceremonia wręczenia włoskich nagród filmowych David di Donatello odbyła się 28 lipca 1963 roku w antycznym Teatrze greckim w Taorminie.

## Laureaci i nominowani
Laureaci nagród wyróżnieni są wytłuszczeniem.

### Najlepszy reżyser
- Vittorio De Sica - Więźniowie z Altony (tytuł oryg. I sequestrati di Altona)

### Najlepszy producent
- Goffredo Lombardo - Lampart (tytuł oryg. Il Gattopardo )
- Gaumont, Trianon, Ultra Film - Miecz i waga (tytuł oryg. Le glaive et la balance)

### Najlepsza aktorka
- Silvana Mangano - Proces w Weronie (tytuł oryg. Il processo di Verona)
- Gina Lollobrigida - Cesarska Wenus (tytuł oryg, Venere imperiale)

### Najlepszy aktor
- Vittorio Gassman - Fanfaron (tytuł oryg. Il sorpasso)

### Najlepszy aktor zagraniczny
- Gregory Peck - Zabić drozda (tytuł oryg. To Kill a Mockingbird)

### Najlepsza aktorka zagraniczna
- Geraldine Page - Słodki ptak młodości (tytuł oryg. Sweet Bird of Youth)

### Najlepszy film zagraniczny
- Najdłuższy dzień (tytuł oryg. The Longest Day, reż. Darryl F. Zanuck)

### Nagroda Targa d'oro
- Alessandro Blasetti
- Antoine Lartigue
- Monica Vitti